# Carlota Corredera
Elisa Carlota Corredera Llauger, més coneguda com a Carlota Corredera, (Vigo, 21 de juliol de 1974) és una presentadora, directora, col·laboradora de televisió i periodista gallega coneguda per haver dirigit diversos programes de la Fàbrica de la Tele i per presentar Sálvame.

## Biografia
Es va llicenciar en periodisme a la Universitat de Santiago de Compostel·la el 1997; a partir d'aquest moment, va estar lligada al diari La Voz de Galicia. La seva marxa televisiva va començar a Antena 3, cadena en la qual va arribar a ser sotsdirectora de l'espai Sabor a ti, d'Ana Rosa Quintana, el 2003.
Després, va passar a Telecinco per a dirigir programes com TNT, El laberint de la memòria i Formigues blanques. El 2009 li van donar l'oportunitat de dirigir Sálvame i Deluxe. En aquest últim va estar fins al 2013.
El 2013 es va unir com a col·laboradora de Obre els ulls i mira i el 2014 va començar a ser presentadora substituta de Sálvame. A més, el 2016 va col·laborar per al mateix espai. En l'estiu d'aquest mateix any, comença a col·laborar també a Parli amb elles i presenta el docurreality Las Campos.
A la fi del 2016 es va anunciar el seu fitxatge com a nova presentadora de Cámbiame a partir del 9 de gener de 2017.
El 18 maig de 2017 surt a la venda el seu primer llibre anomenat Tu també pots: Com vaig aconseguir perdre 60 quilos i guanyar salut.
Treu el seu segon llibre anomenat Parlem de nosaltres a finals de 2019.
El 28 de març de 2020 és nomenada "Viguesa distingida" per l'alcalde de la ciutat.